# Jasperskotten

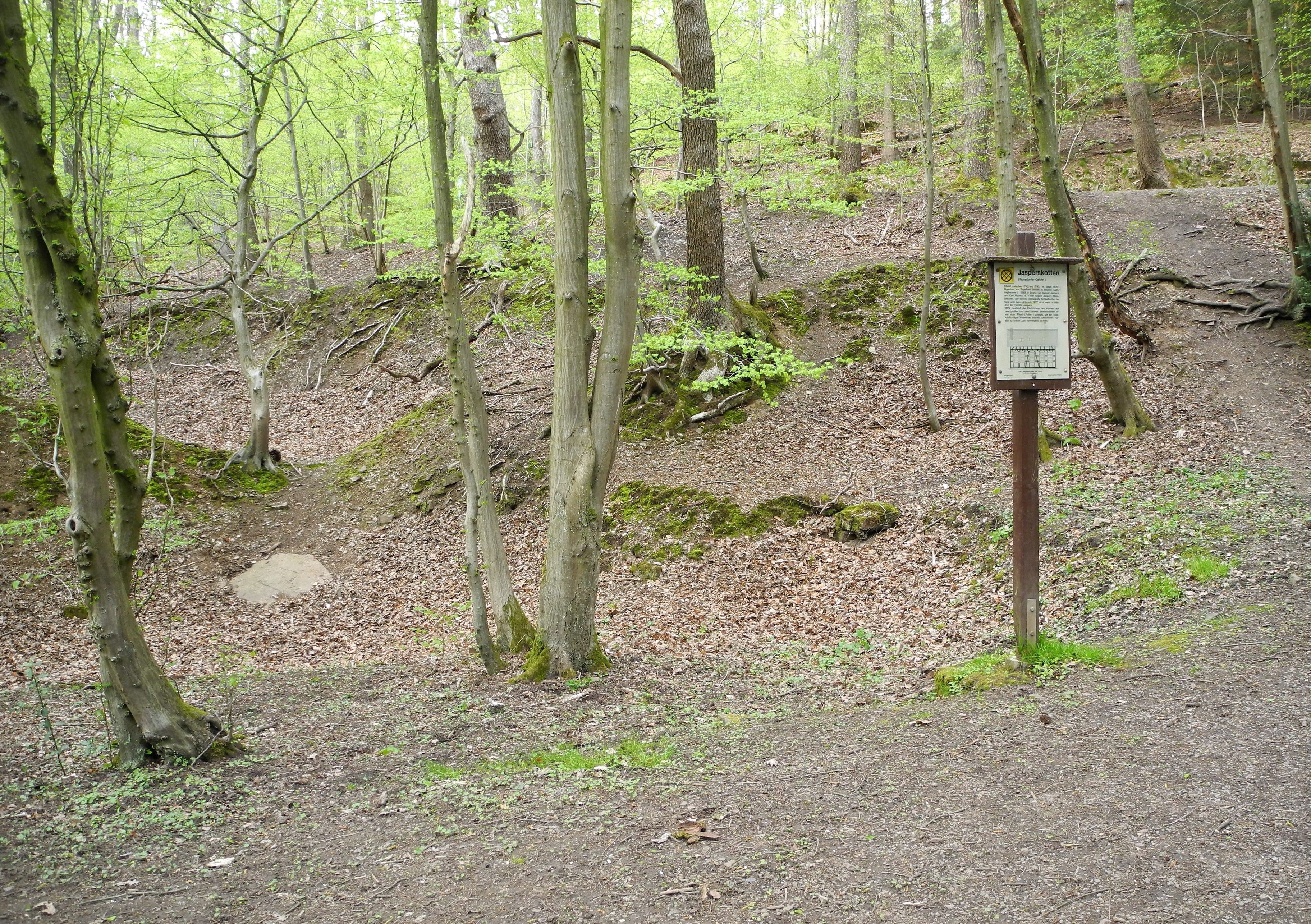
Wüstung Jasperskotten

Der Jasperskotten ist ein ehemaliger Schleifkotten in Wuppertal-Ronsdorf im Tal der Gelpe, rund 175 Meter gewässerabwärts vom ehemaligen Tippelskotten und rund 200 Meter gewässeraufwärts vom Wohnhaus des Käshammers. Die Wüstung ist als Bodendenkmal geschützt.

## Erhaltungszustand
Der Erhaltungszustand wird im Bodendenkmalseintrag wie folgt beschrieben: Ein schmaler Obergraben, der vom Untergraben des Tippelskottens, der ebenfalls als Bodendenkmal mit einem eigenen Eintrag geschützt ist, gespeist wird, leitet in einen langen, gestreckten Hammerteich ein. Der Teich ist zusedimentiert und mit Buschwerk bewachsen, dennoch sind er, das Eishaus und der Obergraben im Gelände gut erkennbar. Ein Erdwall mit einer Kronenbreite von rund fünfzig Zentimetern aus Erde, Lehm und großen Gesteinsbrocken trennt den Teich vom Bach ab, wobei die hammerwärtige Seite des Walls und die Schöttstelle stark verschliffen sind. Das Eishaus ist als 3 × 4 Meter große, wannenförmige Einbuchtung erkennbar, die sich hangabwärts oberhalb der ehemaligen Schöttstelle befindet. Von diesem ausgewaschenen Rest des Eishauses grenzt den Teich ein flacher Erdwall ab.
Im Bereich des Untergrabens ist der Bach modern eingefasst, er wird dort über eine mit Quadersteinen eingefasste alte Schlacht, die den Obergraben des Käshammers darstellt, abgeleitet.
Am rechten Gelpeufer führt ein Waldweg entlang, unterhalb des Weges befindet sich der Rest des Kottens, von dem ein rund 1 × 5 Meter großes Mauerstück erhalten ist. Dieses Mauerstück, das mutmaßlich von einem Nebengebäude stammt, besteht aus behauenen Sandsteinquadern im oberen Teil und Ziegelsteinen im unteren Bereich. Vom Betriebsgebäude des Kottens ist nur eine bewachsene Plattform oberhalb des Weges erkennbar.

## Geschichte

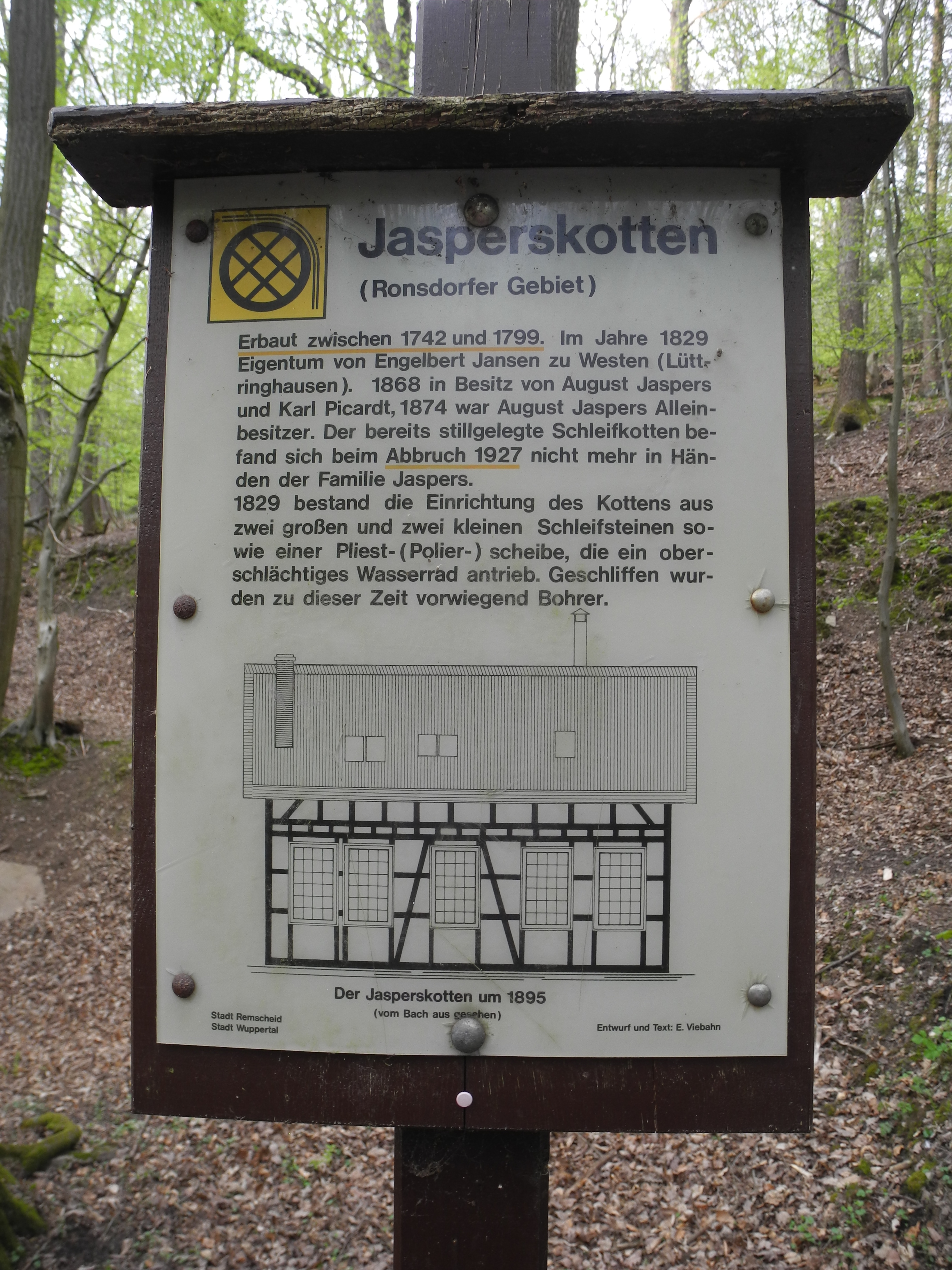
Informationstafel des Industrie-Geschichtspfads Historisches Gelpetal

Die erste urkundliche Erwähnung des Jasperskottens erfolgte 1671. Laut der Urkunde wurde dort ein „geringes Stahlhämmerchen“ im Saalscheid, „das vor einigen Jahren wüst gelegen“, von „Fruwin von der Heydt“ gekauft und neu aufgebaut. Die neuen Besitzer waren Friedrich Grund und Peter Friedrich. 1677 veräußerten sie den Hammer an einen Steffen König zu Ronsdorf. 1689 starb dieser und der Hammer ging an seinen Schwiegersohn Franz Strunker über, der ihn wiederum 1712 an seinen Sohn Franz Strunker d.J. vererbte.
Bis 1828 gibt es keine weiteren Nachrichten über die Anlage, aber eine erste Darstellung des Jasperskottens findet sich in der Urkatasterkarte von 1826. Dort sind neben Betriebsgebäude und Nebengebäude die Stauanlagen eingezeichnet. Die Nutzungsart hatte sich zu einem Schleifkotten geändert.
Aus dem Jahr 1829 ist belegt, dass die Anlage über zwei große und zwei kleinere Schleifsteine nebst einer Polierscheibe verfügte, die von einem oberschlächtigen Wasserrad in Bewegung gesetzt wurden. Zu dieser Zeit war der Schleifkotten im Besitz von Engelbert Jansen, der eine Konzession der Schlacht vom 23. September 1745 besaß. Im Besitz seiner Familie befand sich auch der Tippelskotten. Jansen verpachtete den Kotten an drei verschiedene selbstständige Schleifer, einer der Pächter war Abraham Berger. Neben anderen Werkzeugen wurden hauptsächlich Bohrer geschliffen. Da der Hammerteich sehr kleine Ausmaße hatte, wurde weiter nördlich (gewässeraufwärts) diesem ein zusätzlicher Speicherteich vorgebaut, dessen Reste heute im Gelände nicht mehr sichtbar sind.
1834 waren die Pachtverhältnisse nicht mehr vorhanden und Jansen schliff dort alleine mit einem Lehrling. Nach seinem Tod 1852 erbte seine Frau den Kotten. Die beiden Söhne Engelbert Jansens arbeiten nun im Kotten, den sie nach dem Tod ihrer Mutter 1865 auch ganz übernahmen und dort nun unter dem Namen „Gebr. Jansen“ firmierten. Das Wassertriebwerk besaß zu dieser Zeit eine Leistung von vier PS. 1868 sind ein August Jaspers und ein Karl Picard, beide wohnhaft zu Oberdahl, die Besitzer. Nach dem Ausscheiden von Karl Picard 1874 sind August Jaspers und seine Frau Christine Jaspers geborene Picard die Eigentümer. Beide wohnten zunächst am Mastweg, später am benachbarten Käshammer. 1890 ist der Jasperskotten im Besitz eines Abraham Jaspers. Unter dem Namen Jasperskotten wird die Anlage in der Liste der Baudenkmäler geführt. Der Abriss erfolgte im Jahr 1927.
Die Unterschutzstellung als Bodendenkmal erfolgte am 20. Dezember 1995 mit dem Eintrag in die entsprechende Liste. Geschützt sind demnach unter anderem die Stauanlage und die Grabensysteme. Weitere Reste des Kottengebäudes sind im Untergrund zu vermuten.